# 우르남무

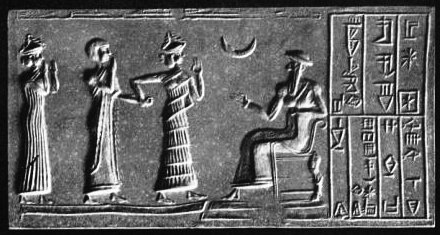
달의 신 신이 나오는 기원전 2100년경(우르 제3왕조 시대)의 원통 인장의 인각문(印刻紋): 오른쪽에 앉아 있는 인물은 우르 제3왕조를 세운 우르남무인 것으로 여겨지고 있다. 우르남무가 달의 신 신의 엔시(ensi: 대사제, 속국의 왕, 또는 봉신)인 하샤메르(Ḫašḫamer)에게 그의 봉토에 대한 지배권을 하사하는 의식을 행하는 장면이다. 하샤메르를 그의 람마(lamma: 수호 여신)가 이끌고 있으며, 달의 신 신이 람마와 우르남무 사이에 초승달의 형상으로 현현해 의식을 인정하고 축복하고 있다.

우르남무(기원전 2112~2075)는 남 메소포타미아의 수메르인들의 우르 제3왕조를 창시하였는데 아카디아 인과 쿠티아 인의 지배로 수세기가 지난 다음이었다. 그는 그의 왕자 슐기에 의해 계승되었는데 16년간의 치세 후였다. 쿠티아인과의 전투장에서 그의 전사(그는 군대에 의해 버려졌다.)가 긴 수메르 서사시로 전승되었다.
그의 주요 성과는 나라의 건설이었지만 우르남무는 주로 법전으로 오늘날까지 기억된다. 그것은 남아있는 세계 최고의 법전의 예로 논의된다. 그는 또 우르의 대 지구라트를 포함하여 수많은 계단 사원 즉 지구라트를 건설을 책임졌었다.
그의 원정중에는 라가시의 정벌과 이전의 제왕 우루크의 격파가 있다. 그는 결국 니푸르의 패권에 중요한 지역(우르, 에리두, 우루크)의 지배자로 인식되었다. 그리고 니푸르, 라르사, 키시, 아다브와 움마에 건물들을 건축하였다고 믿어진다. 우르의 난나 지구라트는 그가 복원한 것으로 신바빌로니아에 의해서 다시 복원되었다.

## 같이 보기
- 우르남무 법전